# Serie de puteri
În matematică, o serie de puteri (de o singură variabilă) este o sumă infinită de forma:
{\displaystyle f(x)=\sum _{n=0}^{\infty }a_{n}\left(x-c\right)^{n}=a_{0}+a_{1}(x-c)^{1}+a_{2}(x-c)^{2}+a_{3}(x-c)^{3}+\cdots }
unde an reprezintă coeficienții celui de-al n-lea termen , c este o constantă, iar x variază in jurul lui c (din acest motiv se mai spune că seria este "centrată" în jurul lui c).
Această serie provine din serie Taylor a unei funcții.
În multe situații c este nul, de exemplu în cazul seriei Maclaurin.
În astfel de cazuri, seria de puteri are o formă mai simplă:
{\displaystyle f(x)=\sum _{n=0}^{\infty }a_{n}x^{n}=a_{0}+a_{1}x+a_{2}x^{2}+a_{3}x^{3}+\ldots .}
Astfel de serii sunt utilizate în analiza matematică, în combinatorică, dar și în electrotehnică (transformata Z).
De asemenea, scrierea numerelor zecimale poate fi considerată o aplicație a seriilor de puteri cu coeficienți întregi și având ca argument x de valoarea 1/10.
În teoria numerelor, seriile de puteri se aplică la studiul numerelor p-adice.

## Proprietățile seriilor de puteri
Seriile de puteri au o deosebită importanță în cercetările teoretice și în științele aplicate. Câteva din proprietățile lor vor fi prezentate în continuare. 
- Convergența uniformă a seriilor de puteri în intervalul de convergență .

 Teoremă. Fie {\displaystyle \sum _{n=0}^{\infty }a_{n}x^{n}} o serie de puteri convergentă pe intervalul {\displaystyle (-R,+R)}. Pentru orice număr {\displaystyle r}, astfel încât {\displaystyle 0<r<R}, seria este uniform convergentă pe intervalul {\displaystyle [-r,+r]}.
 Demonstrație. 
Deoarece {\displaystyle r<R} și {\displaystyle r>0}, rezultă, conform teoremei lui Abel, că seria {\displaystyle \sum _{n=0}^{\infty }a_{n}x^{n}} este absolut convergentă, deci pentru {\displaystyle |x|\leq r} seria {\displaystyle \sum _{n=0}^{\infty }a_{n}x^{n}} este absolut covergentă.
Dar {\displaystyle |a_{n}x^{n}|\leq |a_{n}|r^{n}} și conform criteriului de convergență uniformă a seriilor de funcții rezultă că seria de puteri este uiform convergentă.
Această teoremă are două consecințe:
Consecința 1. Suma {\displaystyle S} a unei serii de puteri {\displaystyle \sum _{n=0}^{\infty }a_{n}x^{n}} este o funcție continuă pe intervalul de convergență.
 Demonstrație. 
Pe orice interval {\displaystyle [-r,+r]\subset (-R,R)} seria de puteri este uniform convergentă și toți termenii seriei sunt  funcții continue, rezultă că suma serie {\displaystyle S} este o funcție continuă pe {\displaystyle [-r,+r]}.
Consecința 2.  Suma {\displaystyle S} a unei serii de puteri {\displaystyle \sum _{n=0}^{\infty }a_{n}x^{n}} este uniform continuă pe orice interval compact {\displaystyle I} conținut în intervalul de convergență.
 Demonstrație. 
Pe orice interval {\displaystyle I=[a,b]\subset (-R,R)} suma {\displaystyle S} este continuă, deci fiind continuă pe un interval compact rezultă că este uniform continuă pe intervalul compact {\displaystyle I}.
- Derivarea seriilor de puteri în intervalul de convergență.

 Teoremă. Fie {\displaystyle \sum _{n=0}^{\infty }a_{n}x^{n}} o serie de puteri convergentă pe intervalul {\displaystyle (-R,+R)}. Seria {\displaystyle \sum _{n=1}^{\infty }na_{n}x^{n-1}}, formată cu derivatele termenilor seriei date, are același interval de convergență ca și seria dată.
 Demonstrație. 
Dacă notăm cu {\displaystyle R'} raza de convergență a serie {\displaystyle \sum _{n=1}^{\infty }na_{n}x^{n-1}}, avem
{\displaystyle R'=\lim _{n\to \infty }{\frac {n+1}{n+2}}\left|{\frac {a_{n+1}}{a_{n+2}}}\right|=\lim _{n\to \infty }\left|{\frac {a_{n+1}}{a_{n+2}}}\right|=R.}
Această teoremă are mai multe consecințe:
Consecința 1. Suma serie formată cu derivatele termenilor seriei de puteri este derivata sumei seriei de puteri, în intervalul de convergență. Dacă notăm
{\displaystyle S(x)=\sum _{n=0}^{\infty }a_{n}x^{n}} și {\displaystyle \phi (x)=\sum _{n=1}^{\infty }na_{n}x^{n-1}},
atunci
{\displaystyle S'(x)=\phi (x)} pentru orice {\displaystyle x\in (-R,R)}.
 Demonstrație. 
Seria derivatelor având aceeași rază de convergență ca și seria inițială, rezultă că seria derivatelor este uniform convergentă în intervalul de convergență a seriei inițiale. Deci, derivata sumei {\displaystyle S}  este egală cu suma seriei derivatelor termenilor, {\displaystyle S'=\phi }.
Consecința 2. Suma serie formată cu derivatele termenilor unei serii de puteri este o funcție continuă și derivabilă pe intervalul de convergență.
Consecința 3. Dacă {\displaystyle \sum _{n=0}^{\infty }a_{n}x^{n}} este o serie de puteri cu raza de convergență {\displaystyle R}:
1. seria formată cu derivatele de ordinul {\displaystyle n} ale termenilor seriei are aceeași rază de convergență {\displaystyle R};
2. suma {\displaystyle S} a seriei {\displaystyle \sum _{n=0}^{\infty }a_{n}x^{n}} este indefinit derivabilă pe intervalul de convergență {\displaystyle (-R,R)} și derivata de ordinul {\displaystyle n}, {\displaystyle S^{(n)}(x)} este egală cu suma seriei derivatelor de ordinul {\displaystyle n} pentru orice {\displaystyle x\in (-R,R)}.

## Operații cu serii de puteri
Fie {\displaystyle \sum _{n=0}^{\infty }a_{n}x^{n}} și {\displaystyle \sum _{n=0}^{\infty }b_{n}x^{n}} două serii de puteri cu raze de convergență {\displaystyle R_{1}}, respectiv {\displaystyle R_{2}}.
- Suma  celor două serii de puteri este tot o serie de puteri, {\displaystyle \sum _{n=0}^{\infty }(a_{n}+b_{n})x^{n}}, care are ca rază de convergență {\displaystyle R\geq min(R_{1},R_{2})}.

Într-adevăr, pentru orice {\displaystyle x_{0}}, astfel încât {\displaystyle |x_{0}|<R_{1},\quad |x_{0}|<R_{2}}, seriile numerice {\displaystyle \sum _{n=0}^{\infty }a_{n}x_{0}^{n}} și {\displaystyle \sum _{n=0}^{\infty }b_{n}x_{0}^{n}} sunt convergente, rezultă că și seria sumă este convergentă.
Dacă {\displaystyle A(x)} și {\displaystyle B(x)} sunt sumele celor două serii și {\displaystyle S(x)} este suma seriei {\displaystyle \sum _{n=0}^{\infty }(a_{n}+b_{n})x^{n}}, avem {\displaystyle S(x)=A(x)+B(x)} petru orice {\displaystyle |x|<R}.
- Diferența  celor două serii de puteri este tot o serie de puteri, {\displaystyle \sum _{n=0}^{\infty }(a_{n}-b_{n})x^{n}}, care are ca rază de convergență {\displaystyle R\geq min(R_{1},R_{2})}.

Dacă {\displaystyle D(x)} este suma seriei {\displaystyle \sum _{n=0}^{\infty }(a_{n}-b_{n})x^{n}}, atunci
{\displaystyle D(x)=A(x)-B(x)} petru orice {\displaystyle |x|<R}.
- Produsul  celor două serii de puteri este tot o serie de puteri,

{\displaystyle a_{0}b_{0}+(a_{0}b_{1}+a_{1}b_{0})x+\ldots +(a_{0}b_{n}+a_{1}b_{n-1}+\ldots +a_{n}b_{0})x^{n}+\ldots ,}
care are ca rază de convergență {\displaystyle R\geq min(R_{1},R_{2})}.
Dacă {\displaystyle T(x)} este suma seriei produs, atunci
{\displaystyle T(x)=A(x)\cdot B(x)} petru orice {\displaystyle |x|<R}.
- Câtul  celor două serii de puteri cu sumele {\displaystyle A(x)}, {\displaystyle B(x)}, {\displaystyle b_{0}\neq 0} este o serie de puteri cu suma {\displaystyle C(x)},

{\displaystyle c_{0}+c_{1}x+c_{2}x^{2}+\ldots +c_{n}x^{n}+\ldots ,}
cu coeficienți {\displaystyle c_{0},c_{1},\ldots } definiți de egalitatea {\displaystyle A(x)=B(x)\cdot C(x)}.
Coeficienții {\displaystyle c_{0},c_{1},\ldots } se determină dintr-un sistem de ecuații liniare infinit.
{\displaystyle {\begin{cases}a_{0}=b_{0}c_{0}\\a_{1}=b_{0}c_{1}+b_{1}c_{0}\\a_{2}=b_{0}c_{2}+b_{1}c_{1}+b_{2}c_{0}\\\ldots \\a_{n}=b_{0}c_{n}+b_{1}c_{n-1}+\ldots b_{n-1}c_{1}+b_{n}c_{0}\\\ldots \end{cases}}}

## Serii de puteri remarcabile
| Nr. crt. | {\displaystyle f(x)}                                                                 | Domeniu maxim de definiție                                      | Dezvoltarea în serie de puteri ale lui {\displaystyle x} pentru funcția {\displaystyle f(x)}                         | Raza de convergență a seriei         | Mulțimea de convergență a seriei                             | Mulțimea de divergență a seriei      |
| -------- | ------------------------------------------------------------------------------------ | --------------------------------------------------------------- | --- | ------------------------------------ | ------------------------------------------------------------ | ------------------------------------ |
| 1.       | {\displaystyle e^{x}}                                                                | {\displaystyle \mathbb {R} }                                    | {\displaystyle \sum _{n\geq 0}{\frac {1}{n!}}\cdot x^{n}}                                                            | {\displaystyle \infty }              | {\displaystyle \mathbb {R} }                                 | {\displaystyle {\hat {A}}}           |
| 2.       | {\displaystyle e^{-x}}                                                               | {\displaystyle \mathbb {R} }                                    | {\displaystyle \sum _{n\geq 0}{\frac {(-1)^{n}}{n!}}\cdot x^{n}}                                                     | {\displaystyle \infty }              | {\displaystyle \mathbb {R} }                                 | {\displaystyle {\hat {A}}}           |
| 3.       | {\displaystyle a^{x}}, {\displaystyle a>0,\;a\neq 1}                                 | {\displaystyle \mathbb {R} }                                    | {\displaystyle \sum _{n\geq 0}{\frac {(\ln a)^{n}}{n!}}\cdot x^{n}}                                                  | {\displaystyle \infty }              | {\displaystyle \mathbb {R} }                                 | {\displaystyle {\hat {A}}}           |
| 4.       | {\displaystyle \cos x}                                                               | {\displaystyle \mathbb {R} }                                    | {\displaystyle \sum _{n\geq 0}{\frac {(-1)^{n}}{(2n)!}}\cdot x^{2n}}                                                 | {\displaystyle \infty }              | {\displaystyle \mathbb {R} }                                 | {\displaystyle {\hat {A}}}           |
| 5.       | {\displaystyle \sin x}                                                               | {\displaystyle \mathbb {R} }                                    | {\displaystyle \sum _{n\geq 0}{\frac {(-1)^{n}}{(2n+1)!}}\cdot x^{2n+1}}                                             | {\displaystyle \infty }              | {\displaystyle \mathbb {R} }                                 | {\displaystyle {\hat {A}}}           |
| 6.       | {\displaystyle \arctan x}                                                            | {\displaystyle \mathbb {R} }                                    | {\displaystyle \sum _{n\geq 0}{\frac {(-1)^{n}}{2n+1}}\cdot x^{2n+1}}                                                | {\displaystyle 1}                    | {\displaystyle [-1,1]}                                       | {\displaystyle D_{f}/M_{C}}          |
| 7.       | {\displaystyle \cosh x}                                                              | {\displaystyle \mathbb {R} }                                    | {\displaystyle \sum _{n\geq 0}{\frac {1}{(2n)!}}\cdot x^{2n}}                                                        | {\displaystyle \infty }              | {\displaystyle \mathbb {R} }                                 | {\displaystyle {\hat {A}}}           |
| 8.       | {\displaystyle \sinh x}                                                              | {\displaystyle \mathbb {R} }                                    | {\displaystyle \sum _{n\geq 0}{\frac {1}{(2n+1)!}}\cdot x^{2n+1}}                                                    | {\displaystyle \infty }              | {\displaystyle \mathbb {R} }                                 | {\displaystyle {\hat {A}}}           |
| 9.       | {\displaystyle (\alpha +x)^{a}}, {\displaystyle a,\alpha \in \mathbb {R} }           | {\displaystyle (-\alpha ,\infty )}                              | {\displaystyle \sum _{n\geq 0}{\frac {a(a-1)(a-2)\cdots (a-n+1)}{\alpha ^{n-a}\cdot n!}}\cdot x^{n}}                 | {\displaystyle \alpha }              | {\displaystyle (-\alpha ,\alpha )}                           | {\displaystyle D_{f}\setminus M_{C}} |
| 10.      | {\displaystyle (\alpha -x)^{a}}, {\displaystyle a,\alpha \in \mathbb {R} }           | {\displaystyle (-\infty ,-\alpha )}                             | {\displaystyle \sum _{n\geq 0}{\frac {(-1)^{n}a(a-1)(a-2)\cdots (a-n+1)}{\alpha ^{n-a}\cdot n!}}\cdot x^{n}}         | {\displaystyle \alpha }              | {\displaystyle (-\alpha ,\alpha )}                           | {\displaystyle D_{f}\setminus M_{C}} |
| 11.      | {\displaystyle (1+\alpha x)^{a}}, {\displaystyle a,\alpha \in \mathbb {R} }          | {\displaystyle (-{\frac {1}{\alpha }},\infty ,)}                | {\displaystyle \sum _{n\geq 0}{\frac {{\alpha }^{n}a(a-1)(a-2)\cdots (a-n+1)}{\alpha ^{n-a}\cdot n!}}\cdot x^{n}}    | {\displaystyle {\frac {1}{\alpha }}} | {\displaystyle (-{\frac {1}{\alpha }},{\frac {1}{\alpha }})} | {\displaystyle D_{f}\setminus M_{C}} |
| 12.      | {\displaystyle (1-\alpha x)^{a}}, {\displaystyle a,\alpha \in \mathbb {R} }          | {\displaystyle (-\infty ,{\frac {1}{\alpha }})}                 | {\displaystyle \sum _{n\geq 0}{\frac {(-{\alpha })^{n}a(a-1)(a-2)\cdots (a-n+1)}{\alpha ^{n-a}\cdot n!}}\cdot x^{n}} | {\displaystyle {\frac {1}{\alpha }}} | {\displaystyle (-{\frac {1}{\alpha }},{\frac {1}{\alpha }})} | {\displaystyle D_{f}\setminus M_{C}} |
| 13.      | {\displaystyle {\frac {1}{\alpha +x}}}, {\displaystyle \alpha \in \mathbb {R} ^{*}}  | {\displaystyle \mathbb {R} \setminus \{-\alpha \}}              | {\displaystyle \sum _{n\geq 0}{\frac {(-1)^{n}}{\alpha ^{n+1}}}\cdot x^{n}}                                          | {\displaystyle \alpha }              | {\displaystyle (-\alpha ,\alpha )}                           | {\displaystyle D_{f}\setminus M_{C}} |
| 14.      | {\displaystyle {\frac {1}{\alpha -x}}}, {\displaystyle \alpha \in \mathbb {R} ^{*}}  | {\displaystyle \mathbb {R} \setminus \{-\alpha \}}              | {\displaystyle \sum _{n\geq 0}{\frac {1}{\alpha ^{n+1}}}\cdot x^{n}}                                                 | {\displaystyle \alpha }              | {\displaystyle (-\alpha ,\alpha )}                           | {\displaystyle D_{f}\setminus M_{C}} |
| 15.      | {\displaystyle {\frac {1}{1+\alpha x}}}, {\displaystyle \alpha \in \mathbb {R} ^{*}} | {\displaystyle \mathbb {R} \setminus \{-{\frac {1}{\alpha }}\}} | {\displaystyle \sum _{n\geq 0}(-\alpha )^{n}\cdot x^{n}}                                                             | {\displaystyle {\frac {1}{\alpha }}} | {\displaystyle (-{\frac {1}{\alpha }},{\frac {1}{\alpha }})} | {\displaystyle D_{f}\setminus M_{C}} |
| 16.      | {\displaystyle {\frac {1}{1-\alpha x}}}, {\displaystyle \alpha \in \mathbb {R} ^{*}} | {\displaystyle \mathbb {R} \setminus \{-{\frac {1}{\alpha }}\}} | {\displaystyle \sum _{n\geq 0}\alpha ^{n}\cdot x^{n}}                                                                | {\displaystyle {\frac {1}{\alpha }}} | {\displaystyle (-{\frac {1}{\alpha }},{\frac {1}{\alpha }})} | {\displaystyle D_{f}\setminus M_{C}} |
| 17.      | {\displaystyle {\frac {x}{\alpha +x}}}, {\displaystyle \alpha \in \mathbb {R} ^{*}}  | {\displaystyle \mathbb {R} \setminus \{-\alpha \}}              | {\displaystyle \sum _{n\geq 0}{\frac {(-1)^{n}}{\alpha ^{n+1}}}\cdot x^{n+1}}                                        | {\displaystyle \alpha }              | {\displaystyle (-\alpha ,\alpha )}                           | {\displaystyle D_{f}\setminus M_{C}} |
| 18.      | {\displaystyle {\frac {x}{\alpha -x}}}, {\displaystyle \alpha \in \mathbb {R} ^{*}}  | {\displaystyle \mathbb {R} \setminus \{-\alpha \}}              | {\displaystyle \sum _{n\geq 0}{\frac {1}{\alpha ^{n+1}}}\cdot x^{n+1}}                                               | {\displaystyle \alpha }              | {\displaystyle (-\alpha ,\alpha )}                           | {\displaystyle D_{f}\setminus M_{C}} |
| 19.      | {\displaystyle {\frac {x}{1+\alpha x}}}, {\displaystyle \alpha \in \mathbb {R} ^{*}} | {\displaystyle \mathbb {R} \setminus \{-{\frac {1}{\alpha }}\}} | {\displaystyle \sum _{n\geq 0}(-\alpha )^{n}\cdot x^{n+1}}                                                           | {\displaystyle {\frac {1}{\alpha }}} | {\displaystyle (-{\frac {1}{\alpha }},{\frac {1}{\alpha }})} | {\displaystyle D_{f}\setminus M_{C}} |
| 20.      | {\displaystyle {\frac {x}{1-\alpha x}}}, {\displaystyle \alpha \in \mathbb {R} ^{*}} | {\displaystyle \mathbb {R} \setminus \{{\frac {1}{\alpha }}\}}  | {\displaystyle \sum _{n\geq 0}\alpha ^{n}\cdot x^{n+1}}                                                              | {\displaystyle {\frac {1}{\alpha }}} | {\displaystyle (-{\frac {1}{\alpha }},{\frac {1}{\alpha }})} | {\displaystyle D_{f}\setminus M_{C}} |
| 21.      | {\displaystyle }                                                                     | {\displaystyle }                                                | {\displaystyle } | {\displaystyle }                     | {\displaystyle }                                             | {\displaystyle }                     |
| 22.      | {\displaystyle }                                                                     | {\displaystyle }                                                | {\displaystyle } | {\displaystyle }                     | {\displaystyle }                                             | {\displaystyle }                     |
| 23.      | {\displaystyle }                                                                     | {\displaystyle }                                                | {\displaystyle } | {\displaystyle }                     | {\displaystyle }                                             | {\displaystyle }                     |
| 24.      | {\displaystyle }                                                                     | {\displaystyle }                                                | {\displaystyle } | {\displaystyle }                     | {\displaystyle }                                             | {\displaystyle }                     |